# Sarcophaga harpax
Sarcophaga harpax är en tvåvingeart som beskrevs av Pandelle 1896. Sarcophaga harpax ingår i släktet Sarcophaga och familjen köttflugor. Inga underarter finns listade i Catalogue of Life.